# Igor Mirnow
Igor Siergiejewicz Mirnow, ros. Игорь Сергеевич Мирнов; ur. 19 września 1984 w Czyta – rosyjski hokeista, reprezentant Rosji.
Jego brat Aleksiej (ur. 1989) także został hokeistą.

## Kariera
- Dinamo Moskwa (2001–2007)
- Mietałłurg Magnitogorsk (2007–2009)
- Atłant Mytiszczi (2009)
- HK MWD Bałaszycha (2009)
- Sibir Nowosybirsk (2009–2011)
- Saławat Jułajew Ufa (2011–2014)
- Ak Bars Kazań (2014–2016)
- Traktor Czelabińsk (2016)
- Spartak Moskwa (2016−2018)
- Chimik Woskriesiensk (2017/2018)
- Buran Woroneż (2018–2019)

Wychowanek Dinama Moskwa. Od czerwca 2011 zawodnik Saławata Jułajew Ufa. Od maja 2014 zawodnik Ak Barsu Kazań. Odszedł z klubu z końcem kwietnia 2016. Od maja do października 2016 zawodnik Traktora Czelabińsk. Od listopada 2016 do kwietnia 2018 zawodnik Spartaka Moskwa. W październiku 2018 został hokeistą Buranu Woroneż.

## Sukcesy
Klubowe
- Puchar Mistrzów: 2006 z Dinamem, 2008 z Mierałłurgiem Magnitogorsk
- Złoty medal mistrzostw Rosji: 2005 z Dinamem Moskwa
- Brązowy medal mistrzostw Rosji: 2008, 2009 z Mierałłurgiem Magnitogorsk
- Srebrny medal mistrzostw Rosji: 2014 z Saławatem Jułajew Ufa, 2015 z Ak Barsem Kazań
- Finał KHL o Puchar Gagarina: 2014 z Saławatem Jułajew Ufa, 2015 z Ak Barsem Kazań

Indywidualne
- Puchar Mistrzów IIHF 2006: pierwsze miejsce w klasyfikacji +/−: +4
- KHL (2012/2013):
  - Zdobywca 1000. gola drużyny Saławatu w KHL (23 listopada 2012 roku)[9].
  - Czwarte miejsce w klasyfikacji zwycięskich goli meczowych w sezonie zasadniczym: 6 goli
- KHL (2013/2014):
  - Piąte miejsce w klasyfikacji strzelców w fazie play-off: 8 goli